# LNG선

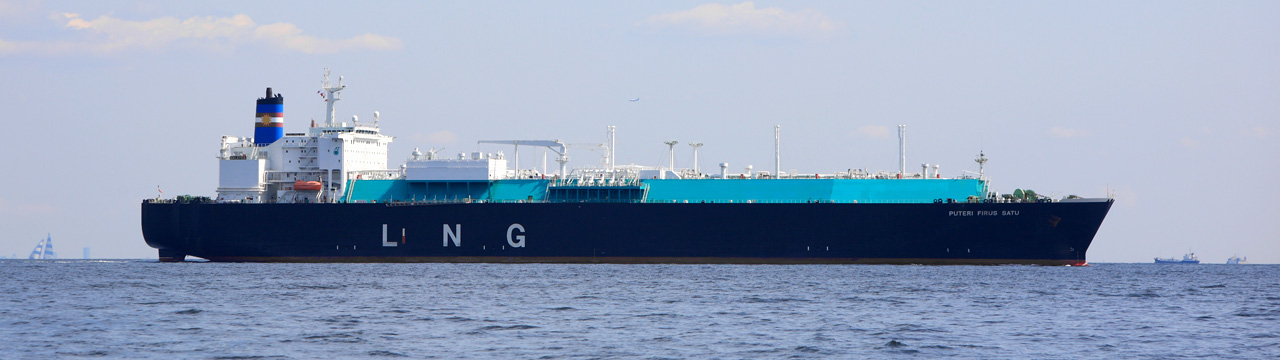
바다위의 LNG 탱커

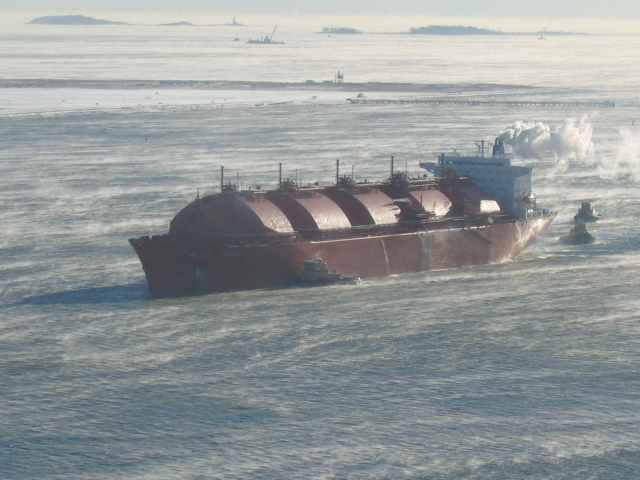
보스턴바다로 나아가는 LNG 탱커

LNG 탱커 (liquefied natural gas tanker) , 혹은 LNG선 (LNG carrier)는 액화천연가스(LNG)를 수송하는 선박이다. 큰 저온 단열 탱크를 선체 내에 몇 개 갖추고 있어 내부에는 극저온의 LNG가 충전된다.

## 개요

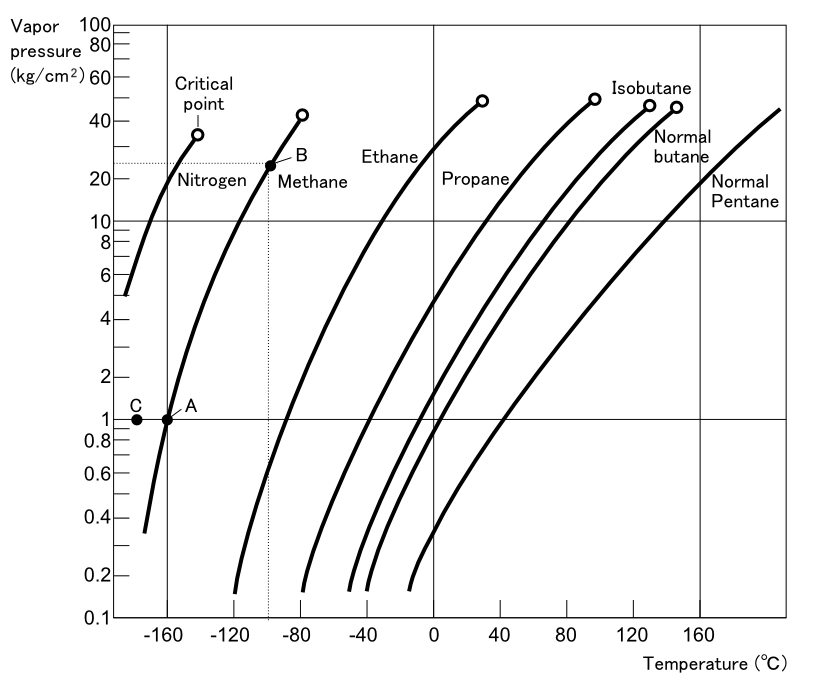
액화 가스 증기압 곡선

LNG 탱커는 액화천연가스(LNG)를 전문적으로 수송하기 위해 만들어진 선박이다. 액화천연가스는 공기(비중 1) 대비 비중이 0.5 이하로 가볍고, 메탄(CH4)을 주성분으로 한다. 섭씨 -161.5°C이하의 상압 하에서 액체가 되기 때문에, 가압 탱크나 단열층을 갖추고 있지만, 원유의 비중 약 0.85와 비교해도 꽤나 가볍다.(반면 LPG는 비중이 프로판 1.52, 부테인 2.01로 공기보다 무겁다.) 그래서 다른 탱커와 비교해도 선체에 대한 하물 체적이 필연적으로 커져, 선체의 실루엣에서도 흡수 선상의 부분이 크게 보인다. 초저온 조건 하에서도 선체 구조재가 취성 파괴를 일으키지 않는 연구를 하고, 화기 사용에 관한 규제가 있다. 천연가스의 발화 온도는 632°C이며, 화염 속도는 38cm/초로 비교적 늦다.

## 역사

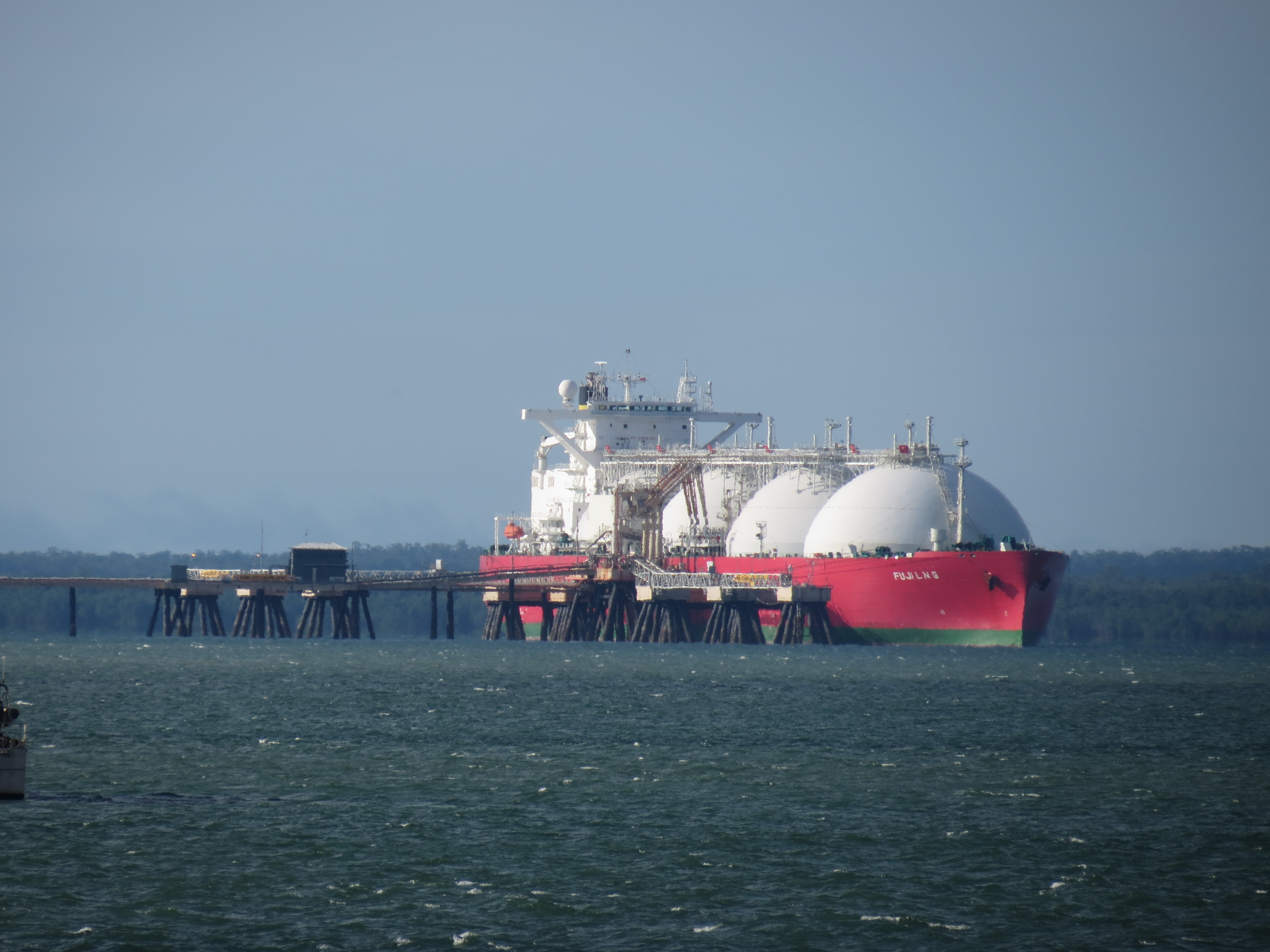
초창기 모스형 LNG 운반선, 국내에서는 2006년 이후 건조가 중단되었다.

뷰로 베리타스(Bureau Veritas)에 의해 분류된 최초의 LNG 운반선인 메테인 파이오니어(Methane Pioneer, 5,034DWT)는 1959년 1월 25일 루이지애나만 연안의 칼카슈강을 떠났다. 세계 최초의 해상 LNG 화물을 싣고 영국으로 항해하여 화물이 인도되었다. 그 무역의 후속 확장은 최대 266,000㎥를 운반하는 거대한 LNG 선박이 전 세계적으로 항해하는 오늘날까지 선단을 크게 확장했다.
메테인 파이오니어로 이름 변경한 특별 개조 C1-M-AV1형 표준 선박 노르마르티(Normarti)의 성공으로 영국 가스위원회와 콘치 인터내셔널 메테인사는 메테인 프린세스(Methane Princess)와 메테인 프로그레스(Methane Progress)라는 두 개의 특수 건조 LNG 운반선 건조를 주문했다. 이 선박에는 콘치사의 독립 알루미늄 화물 탱크가 장착되어 있었으며, 1964년 알제리 LNG 무역에 들어갔다. 이 선박의 용량은 27,000㎥였다.
1960년대 후반에 알래스카에서 일본으로 LNG를 수출할 기회가 생겨 1969년 도쿄전력과 도쿄가스와의 무역이 시작되었다. 각각 71,500㎥의 용량을 가진 두 척의 배인 폴라 알라스카(Polar Alaska)와 아크틱 도쿄(Arctic Tokyo)가 스웨덴에서 건조되었다. 1970년대 초 미국 정부는 미국 조선소에 LNG 운반선 건조를 독려하여 총 16척의 LNG선이 건조되었다. 1970년대 후반과 1980년대 초반에는 많은 프로젝트가 연구되고 있었고, 북극 LNG 선박의 전망이 높아졌다.
화물 용량이 약 143,000㎥로 증가함에 따라 노르웨이의 모스 로젠베르크(모스형)와 더불어 프랑스에서도 테크니가즈의 〈마크 III〉와 가즈트랑스포르의 〈No.96〉에 이르기까지 새로운 탱크 설계가 개발되었다.
최근 몇 년 동안 LNG 운반선의 크기와 용량은 크게 증가했다. 2005년부터 카타르개스(Qatargas)는 Q-Flex와 Q-Max라고 하는 두 가지 새로운 종류의 LNG 운반선 개발을 개척해 왔다. 각 선박의 화물 용량은 21만 ~26.6만㎥이며 재액화 플랜트가 장착되어 있었다.
2005년까지 총 203척의 선박이 건조되었으며, 그중 2005년까지 취항하고 있었던 선박은 193척이었다.
2016년 말 현재 전 세계 LNG 선단은 439척의 선박으로 구성되어 있다. 2017년 한 번에 약 170척의 선박이 사용 중이다.
2018년 말 기준 전 세계 LNG 선박은 약 550척이었다.
국내에서는 현대중공업이 1982년 노르웨이 카바에르네르사로부터 모스형 기술을 도입해 1991년에 모스형 LNG선인 ‘현대 유토피아’를 처음으로 수주한 뒤 계속 사용하다가 2006년 6월 울산 조선소에서 마지막 모스형 LNG선을 인도한 이후 모스형 탱크를 가진 LNG선의 제작이 중단되었다. 2006년 이후부터 2022년까지 멤브레인형 LNG선이 대한민국의 주력 제품이 되었다. 대우조선과 삼성중공업은 처음부터 모스형 LNG선을 제작하지 않았고, 1990년 6월 프랑스 GTT사에서 멤브레인형 기술을 도입해 건조 능력을 키워왔다.

## LNG 탱크

### 탱크의 형상
멤브레인형 LNG 탱크는 모스형 탱크보다 적재량이 40% 많기 때문에, GTT 마크 III 시스템이 대세화로 굳어지고 있다. 대한민국 국내에서는 모든 조선소들이 전량 GTT 기술을 채택하고 있다. 삼성중공업과 현대중공업, 한진중공업은 GTT 마크 III, 대우조선소는 GTT NO96 채택하고 있다.

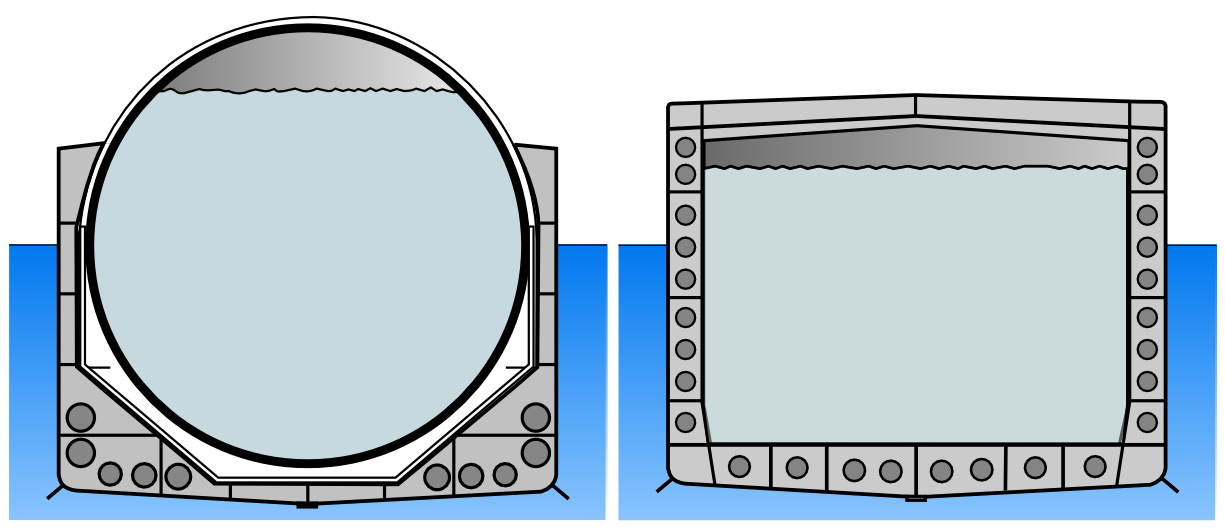
왼쪽이 모스(구형), 오른쪽이 멤브레인(신형)
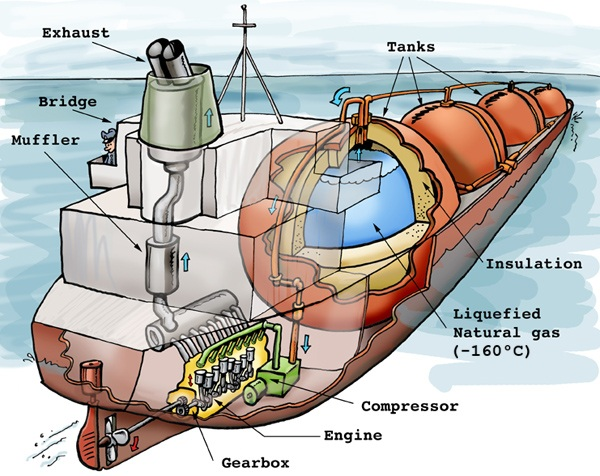
모스형 조감도와 부위별 명칭
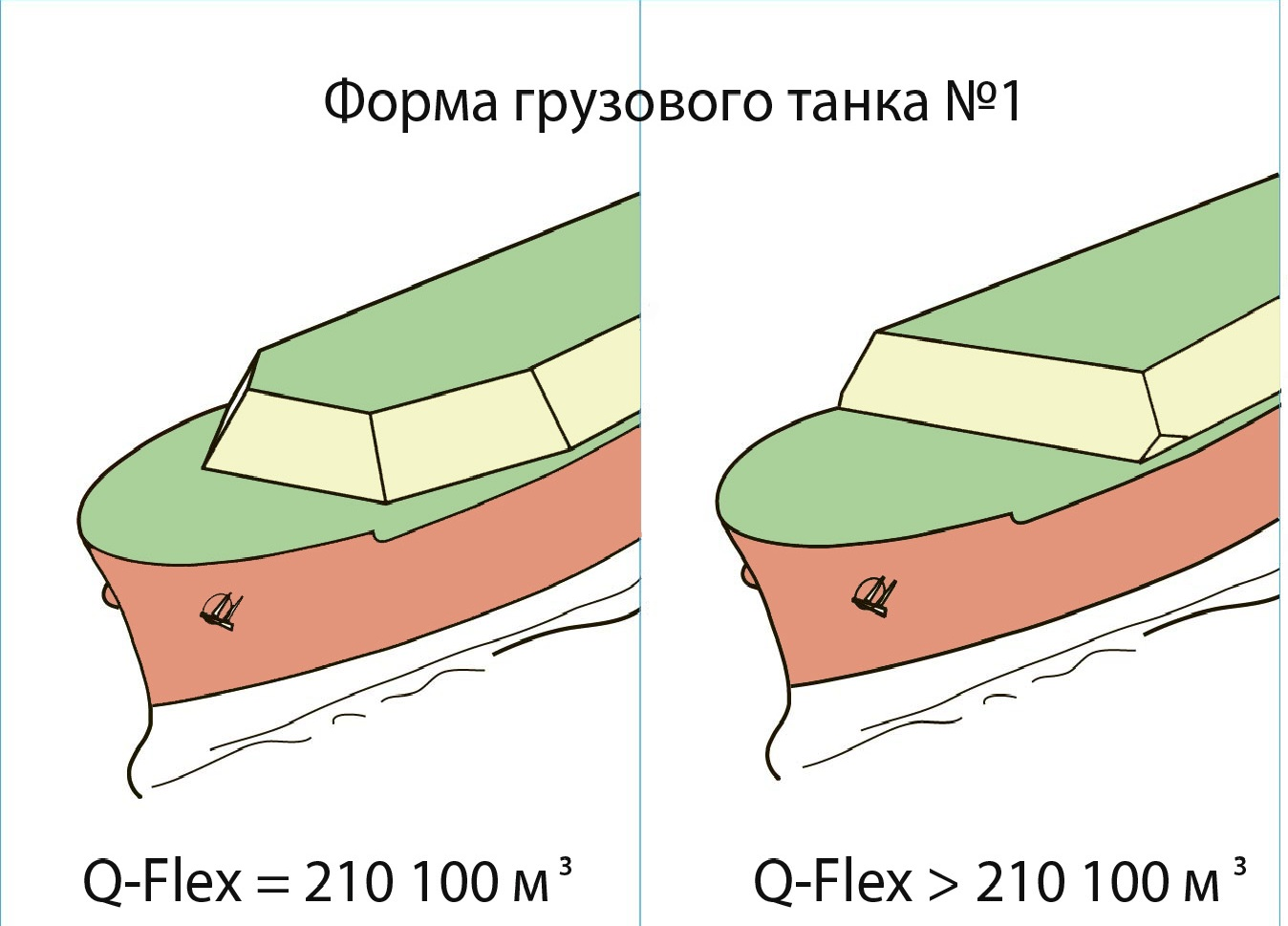
마크 III FLEX형 탱크의 모습
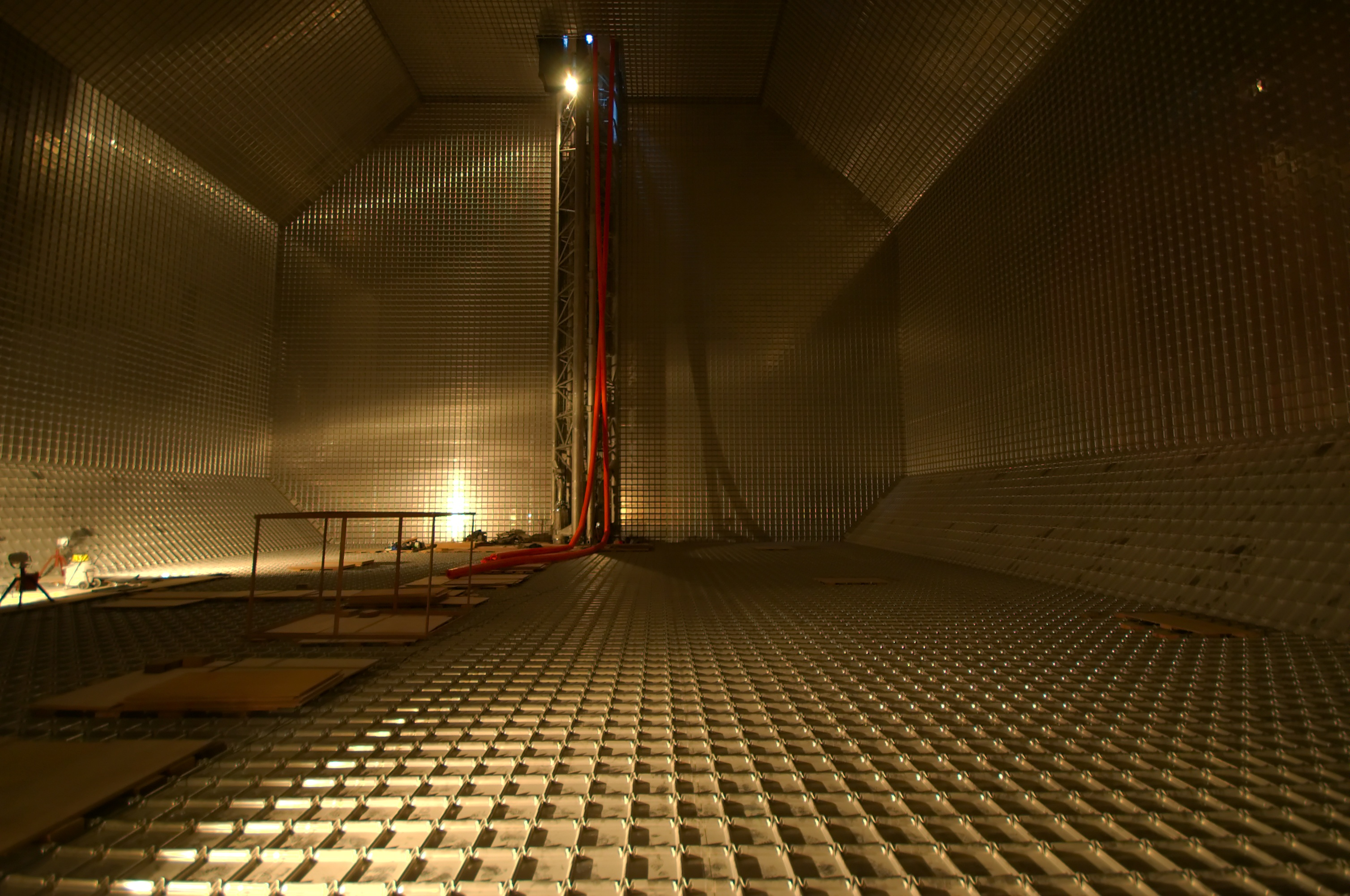
팔각형 마크 III FLEX 탱크 내부

### 탱크의 형식
21세기 초두 현재, LNG를 적재하는 탱크에는 크게 2개의 방식이 있다.
| 1. 탱크가 선체로부터 독립하고 있어, 그것 자신으로 내부의 LNG를 가두기 위한 압력을 유지해, LNG의 중량을 받아 들이는 방식. 고압에 견디는 것과 동시에 내부에 열의 침입을 최소로 하기 위해서 구형이 된다. 2. 탱크가 열변화에 의한 팽창과 수축이 일어나기 때문에, 선체에의 고정 방법이 강구되어야 한다. 3. 구형이기 때문에 선창의 공간 이용 효율이 나쁘고, 원래 중량의 보다 큰 체적을 차지하는 LNG라고 하는 화물의 특징도 있어, 큰 구상 탱크의 상부가 상갑판으로부터 크게 튀어나온다. 4. 극저온에 노출된 LNG 탱크를 구성하는 부재는 극저온하에서도 탱크내를 고압에 유지하기 위해서 강인하지 않으면 안 되기 때문에, 극저온에도 견딜 수 있는 합금이 사용된다. 모스(Moss) 방식 등 LNG 탱커의 오래된 구식. | 1. 구형 독립 탱크의 결점을 개선하기 위해서 개발된 방식. 2. 내부의 LNG의 압력과 중량을 탱크 뿐만이 아니라 선체도 사용하고 받아 들이는 방식. 3. 탱크 외벽은 선창 내벽하고 밀착되어 있어, 얇은 탱크는 밀폐와 초저온을 유지하는 기능만을 담당해, 압력이나 중량의 지지는 선체가 부담한다. 4. 네모진 선창 공간을 낭비 없게 사용할 수 있기 위해서 상갑판으로부터의 돌출이 적은데다, 탱크의 중량도 가볍게 할 수 있다. |

|           | 모스 | 멤브레인 |
| --------- | ---- | -------- |
| 밀폐 기능 | 탱크 | 탱크     |
| 내압 기능 | 탱크 | 선체     |
| 지지 기능 | 탱크 | 선체     |
| 단열 기능 | 탱크 | 탱크     |

### 모스 방식
구형 탱크 방식으로는 알루미늄 합금, 9% 니켈 강철, 스텐레스강철이 사용되고 있다.
모스(Moss) 방식의 독립 구형 탱크는 노르웨이의 오슬로의 남 50km의 모스시에서 개발된 방식이다. 한국에서는 현대중공업에서 13만7천m3급의 현대유토피아호를, 일본에서는 미츠비시, 미츠이, 카와사키가 라이센스 계약을 행하고 있다. 일본에서는 125,000m/153,000m의 LNG선 47척이 건조되고 있다.(2009년 시점)
선체에서는 독립한 구형 탱크의 적도부가 원통형의 금속제의 탱크 지지부(스커트)의 상단에서 유지되어 지지 부하단은 대좌 갑판으로 불리는 선창 내벽에 용접된다.

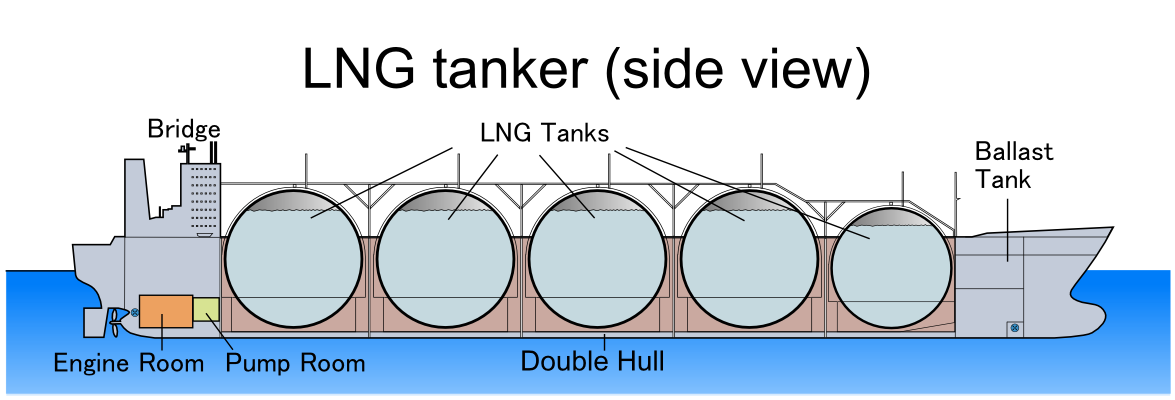
LNG 탱커 측면 단면도(모스 방식)

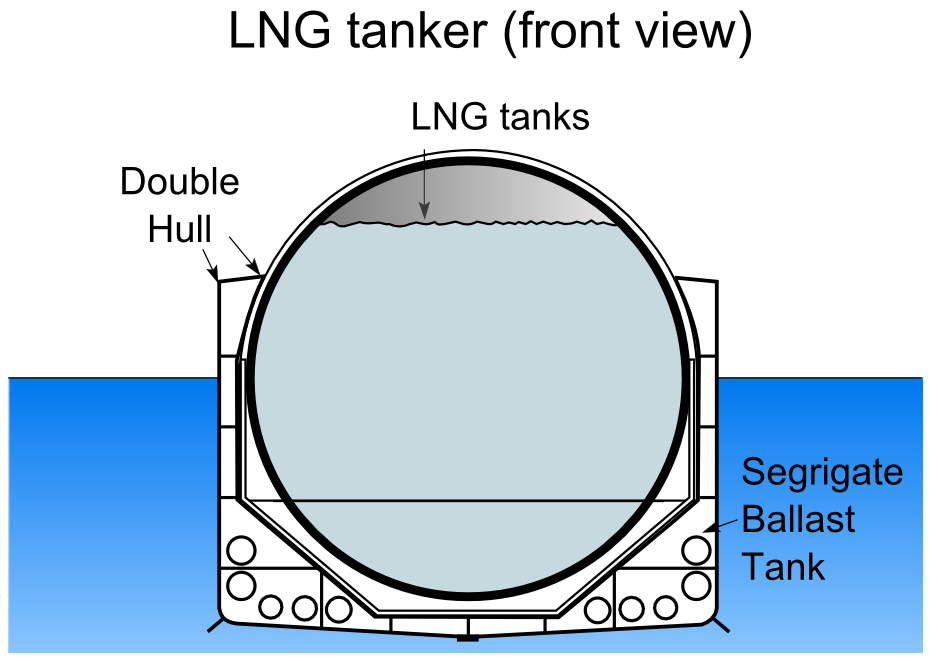
LNG 탱커 정면 단면도(모스 방식)

|  |  |

| - 입열이 작기 때문에 LNG의 증발 가스(BOG)가 적게 된다. - 열응력의 집중을 배제할 수 있다. - 역학적인 구조 해석이 완벽하게 할 수 있기 위해, 안전성을 확보하면서 부재후를 얇게 할 수 있다. - 슬로싱(충격)이 낮다. - 용접 개소가 적고 단순한 맞댄 용접만으로 건조할 수 있기 위해, 짧은 공사기간에 만들어지고, 품질관리가 용이해지는 자동 용접에도 대응하기 쉽다. - 검사나 보수를 위한 공간이 선창내에서 확보되고 있다. - 선체의 다소의 폐해가 그대로 탱크의 변형은 되지 않기 때문에, 타선과의 충돌이나 좌초등의 사고 발생시에도 멤브레인 방식하고 비교해도 누설 등에 대하는 안전성이 높다. | - 구형이기 위해 선창의 공간 이용 효율이 떨어진다 - 상갑판상의 돌출부에 의해서 선체 전방에 사각지대가 존재한다 - 구형의 강판 제조에는 고도의 기술이 요구된다 - 신축을 고려하면서 적절한 중량 지지를 행하는데 어려움이 많다 - 용접의 불비하고 균열이 생기는 등, 상정보다는 품질관리가 어렵다 |

### 멤브레인 방식
| 멤브레인 방식으로는 그 이름대로, 탱크는 박막이라고 불러도 좋을 정도의 두께의 저온 대응의 인바 합금으로 만들어, 수축에 의한 변형에도 유연에 대응한다. |

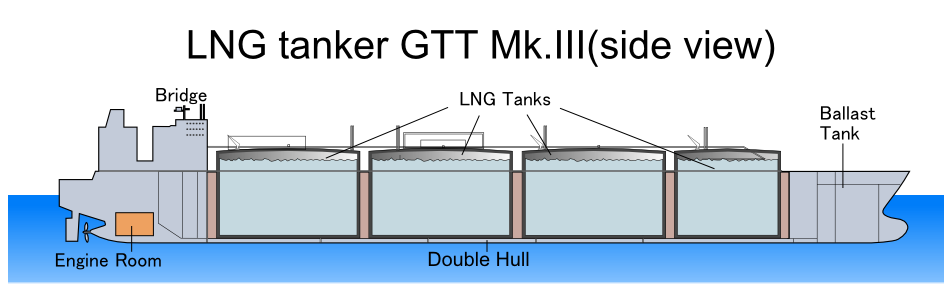
멤브레인(GTT MkIII) 방식

| - 선창의 공간 이용 효율이 좋기 때문에, 탑재량 증대와 상갑판상의 돌출을 최소한으로 할 수 있다. - 탱크의 열용량이 작기 때문에 적사시의 열의 헛됨이 적다. | - 탱크 외부로부터 검사·보수를 행할 수 없다. - 멤브레인, 방열재, 2차 방벽의 설치에 고정밀, 고난도 작업이 요구된다. - 규칙에 의해, 선체는 이중선각구조, 옆격벽·갑판도 이중 선체 구조 설치가 불가피하다. |

### 2가지의 멤브레인 방식

#### 테크니가즈 방식
멤브레인 방식의 LNG 탱크에서는, 미충전시의 상온과 충전시의 극저온시라고 하는 격렬한 온도 변화에 의해서 팽창과 수축을 반복해도, 고정·설치에 영향을 받지 않게 미리 탱크 내면을 구성하는 금속판에 주름 상자장의 놀이를 갖게한 콜 게이트 금속층을 갖게하는 등의 궁리가 행해져 왔다. 이 방법은 1960년대에 테크니가즈사가 개발했기 때문에, 테크니가즈 방식이라고도 불린다.

#### 가스 트랜스포트 방식
인 바 특성의 이용에 의해서 금속판을 콜 게이트장에 가공하는 일 없이 평판의 금속을 사용할 수 있는 용이하게 용접을 행할 수 있게 되었다. 이 방법은 1960년대에 가스 트랜스포트사가 개발했기 때문에, 가스 트랜스포트 방식(GT방식)으로 불린다.

## GTT 방식
멘브레인 방식은 1994년에 합병된 가즈트랑스포르&테크니가즈(약칭 GTT)의 설계한 형식이 주체를 차지하기 위해, GTT 방식이라고도 불린다.
1960년대부터는 모스 이전의 독립 탱크 방식으로부터 멤브레인 방식으로 한때 지났지만, 1970년의 모스의 독립 구형 탱크 방식의 등장이나, 멤브레인 방식으로의 저액위 및 고액위로의 슬로싱(출렁거림)에 의한 파손이나 크랙의 발생에 의해서 다시 독립 탱크 방식이 우세가 되어, 특히 멤브레인 방식의 배가 오래되어 지면 보수 수선의 과정에서 평가가 내려, 신조선에서는 멤브레인 방식이 불리하게 되었다.21 세기 초두의 현재는 멤브레인 모스가 각축을 벌이면서도, 멤브레인 방식의 하나의 GTT 방식이 모스 방식을 갈라 놓고 있다.
IGC 코드에서는 어느 방식에서도 기본적으로는 2차 방벽의 설치가 의무화되고 있다.
마크 III와 No.96에 이어 2007년의 시점에서의 최신 설계는 GTT-CS방식이 된다.

### GTT 마크 III 방식 (테크니가즈 방식)
탱크 영주의 실제 녹봉로10-70%의 사이는 슬로싱 충격에 의한 내벽의 손상을 피하기 위해서 적부가 금지되고 있다.
멤브레인은 두께 1.2 mm 스테인레스강을 사용.
GE사제의 유리섬유 강화형 발포 폴리우레탄제 방열상자는 1층만으로 270 mm이다.
이 폴리우레탄이 접착된 합판이 선창 내벽에 볼트 고정된다.

### GTT　No.96 방식(가즈트랑스포르 No.96 방식)
최대 200,000m3의 LNG선이 건조되고 있다.
탱크 영주의 실제 녹봉로10-70%의 사이는 슬로싱 충격에 의한 내벽의 손상을 회피하기 위해서 적부가 금지되고 있다.
멤브레인은 두께는 0.7mm로 인바강(니켈합금제품) 사용
발포펄라이트제 방열상자는 2층으로 나뉘어 있어 안쪽의 일차 방벽은 230 mm, 2차 방벽은 300 mm이다.
이 폴리우레탄이 접착된 합판(plywood)이 선창 내벽에 볼트 고정된다.

### GTT CS방식
상기 양방식을 개량한 기술이다.
멤브레인 방식과 모스 방식은 탱크가 진공에 약하기 때문에 탱크의 내외의 압력을 제어하는 장치가 갖춰지고 있다. 자립각형 탱크에서는 압력에 강하기 때문에 특히 이러한 장치는 갖춰지지 않았다.
멤브레인 방식은 탱크 간의 옆 격벽이 냉각되면, 취성 파괴의 리스크가 높아지기 위해서 가열 보온 장치가 갖춰져 있는.

### 기타 방식
상기의 모스 방식으로 대표되는 구형 탱크 방식이나 테크니가즈 방식·가즈프랑스포르 방식으로 대표되는 멤브레인 방식 외에도 다음과 같은 각종 방식이 제안이나 실험이 행해졌다.

#### 구형 탱크
세로에 한 개의 지지재로 구형 탱크를 지지하는 로렌트 구형 탱크 방식이나, 테크니가즈 매달아 구형 탱크 방식.
적도부를 일주 하는 수평 링가다에 의해서 구형 탱크를 지지하는 히타치/CBI 가다 지지 구형 탱크 방식.
구형 탱크의 지지부(스커트)의 원통을 2중통으로 한 스페인의 세나사의 세나 이중벽스커트 구형 탱크 방식.

#### 원통형 탱크
가는 원통형의 고압 탱크를 세로에 다수 묶은 것(영대양 트랜스포트 고압 원통 탱크 방식과 독일 린데사의 다원통형 탱크 방식)
가는 원통형의 고압 탱크를 선체 에 따르게 해 옆에 다수 묶은 것(독일 리퀴드 가스·안라겐사의 제란탄크 방식)
멀티 로브로 한 것 - 독일 린데사의 린데·멀티 로브
4책의 원통형 탱크를 탑재한 LNG 화물 운반선 「매사추세츠」의 미 평의회-&알렌사/미 테크니가즈사 공동의 원통형 탱크 방식, 미 피츠버그·데모 인사/가스 트랜스포트사 공동의 PDM/GT견형원통형 탱크 방식, 미 대양 훼닉스사의 대양 훼닉스·멀티 로브 탱크, 네덜란드의 페로르메사의 페로르메견형 원통형 탱크, 구형 탱크의 크기로 바닥이 평평하게 되어 있는 것(미츠비시견형원통 탱크 방식)

#### 세미-멤브레인
멤브레인 방식보다 후판의 금속의 사용에 의해 경량화와 용이한 용접 작업을 실현하고 있다. 열흡수는 탱크 코너의 모퉁이의 원호부에서 흡수된다.브리지스톤의 후랏트멤브레인, IHI(당시의 이시카와지마 하리마 중공업 주식회사)의 플랫 탱크 등.

#### 방형 탱크

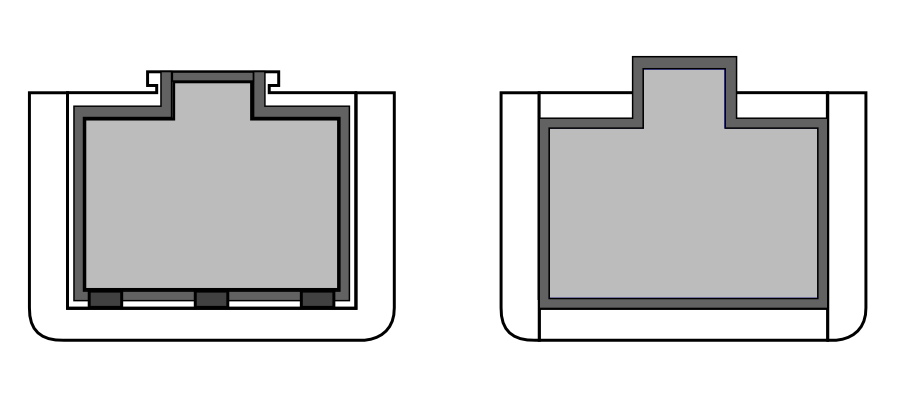
2개의 각형 탱크의 개략
왼쪽은 자립각형 탱크로, 선체에서는 독립하고 있다.오른쪽은 종래형 멤브레인 방식.

네모진 탱크를 선창내에 만들어 축구나 저부의 지지부에서 지지를 받는 것.
과거에는, 방형 탱크의 콘치 방식으로부터 몇개의 파생 형식이 만들어졌다.
1960연대에는 미 J.J.마크마렌사에 의해서 콜 게이트 이중벽 구조의 마크마렌·콜 게이트 방형 탱크(마크마렌 방식 탱크)가 고안 되었지만, 배는 만들어지지 않았다.
엣소사는 1960년대에 엣소 이중벽 방형 탱크를 개발하고, 1969년 1970년에 이탈리아에 3척, 스페인에서 1척의 40,000m3급 「엣소·브레이가」를 건조했다. 내부의 알루미늄 합금제 1차 방벽(일차 탱크)의 밖을 T-웹이 지지해 알루미늄 합금제의 2차 방벽의 밖에 150 mm250mm 간격의 폴리우레탄·폼이 합판을 끼우고 방열을 담당했다. 탱크 지지의 키가 탱크의 전후좌우에 있어, 선체측의 키 웨이를 미끄러지게 되어 있었다. 이 방식은 고비용이었기 때문에 그 후의 채용은 없었다.
마크마렌 방식도 엣소 이중벽방형 탱크도 모두 내부에 슬로싱을 방지하는 액밀종 격벽을 갖추고 있었다.
1970년경에는 일본의 히타치 조선이 히타치 구형 탱크를 개발했다.9% 니켈강을 사용한 일차 방벽(일차 탱크)에 폴리우레탄·폼을 붙일 수 있어 2차 방벽으로서 합판이 이중선각중각면에 붙일 수 있었다.실험선에 1개가 장착된 이외는 채용되지 않았다.

#### 이색의 설계예
콘크리트제 LNG선(콘트란스토, 미 다이탐 방식)이나 빙해 LNG선(가아크틱·프로젝트, 핀란드의 와르치라사안), 빙해 아래를 기어드는 잠수 LNG선(미 제너럴 다이나믹스사)등이 이색의 아이디어가 존재했지만, 어느 것도 건조까지는 도달하지 않았다.
상기대로 다수의 형상이 고안 되어 몇개의 것은 배가 만들어졌지만, 주류로는 되지 않았다. 또, 비교적 최근 고안 되어 향후 주류가 될 수 있을 가능성이 있는 설계 방식으로 이하의 것이 있다.

#### 방형 탱크의 발전형
1982해에 일본의 IHI가 발표한 IHI-SPB(Self-support prismatic shape IMO type-B)는 일본 독자적인 LNG선용의 탱크로서는 얼마 안되는 성공예이다.
알루미늄제의 방형 탱크가 단열 지지재 위에 실리고 있어 경감 이중 방벽이 선창 하부에 설치되고 있다. 탱크 형상이 선창에 맞추어 자유롭게 설계할 수 있어 액밀종격벽이 있기 위해서내부액량에 관련되지 않고 슬로싱에 대해서 강하고, 탱크 외면이 상온 환경에 접하고 있기 위해서 인간이 용이하게 점검·보수를 실시할 수 있는, 등의 이점이 있다.
1993해에는 「폴라-·이글」급의 2척을 준공했다.
2002해에는 1차 방벽에 스텐레스강을 사용하는 설계도 승인을 취득했다.

## 선체

### 구조
이중선각구조
안전성이나 단열성, 탱크의 특수한 형상을 흡수하는 필요성등에 의해서, 모든 LNG 탱커는 이중선각구조를 갖춘다. 이것은 당초, LNG선의 설계에 대하고 LNG가 새었을 경우에 탱크를 거둔 선창부에 해수를 도입하는 것으로 극저온의 LNG가 직접 선체를 차게 하는 것이 없게 고려된 자취이기도 하다. 이러한 설계는 「Floodable cofferdam」라고 불려 극저온에 의한 선체의 취성 파괴를 피하는 궁리였지만, 선창에 해수가 들어가도 충분한 부력을 확보하기 위해서 이중선각으로 여겨진 것이다. LPG선에서는 저온의 정도가 조금 높여모아 두어도 있어 이미 단각선이 되어 있다.  LNG선에서도 멤브레인선은 이중선각이 필요하지만, 탱크가 자립하는 모스 방식등에서는 단각선에서도 탱크는 탑재할 수 있으므로 장래단각선이 등장할 가능성은 있다.
LNG선에서는 안전을 위해서 LNG 탱크에 걸리는 충격을 가속도로서 규정되고 있다. 전과 좌우로 0.5 G, 뒤로 0.25 G이다.
격벽
탱크 내의 LNG는 유동성을 가 대한 자유수 영향」에 의한 선체의 불안정화나 「슬로싱」에 의한 탱크 내벽의 파손을 피하기 위해서, 격벽에 의해서 나뉘고 있다.

안전 공간의 확보
기관실은 안전 때문에, 탱크의 후방에 배치해, 탱크와의 사이를 빈 방이나 펌프 룸, 연료유에 의해 격리하도록(듯이)해상 인명 조약은 요구하고 있다.

### 설비
하역의 펌프
탑재시에는 적하인 LNG는 육상에서(보다) LNG 탱커에 펌프로 이송되지만, 양하의 경우에는 LNG 선측의 펌프에 의해서 송출된다. 또, 받는 측의 탱크에서는 동용적의 LNG 가스를 역시 보내는 측이 펌프에 의해서 송출하는 것으로, 쌍방의 가압 상태를 유지해, 공기의 침입을 허락하지 않는다.
이러한 하역 시나 검사를 위해서 LNG 탱크를 비우고 공기로 채우는 경우 등, LNG 탱크 내부가 LNG 가스와 공기의 혼합 상태가 되는 모든 경우에, 공기 대신에 한 번 이나트 가스를 보내고, LNG 가스가 충분히 배출된 후에 이나트 가스와 공기를 바꿔 넣는다.이것에 의해 폭발·연소라고 하는 사고를 막을 수 있다. 이 경우의 이나트 가스 장치는 육상의 것을 사용한다.
벨러스터 탱크
LNG 탱커는 그 짐의 성질상, 생산국으로부터 소비국에 LNG의 일방통행의 수송을 행하고 있다. 항상 편도는 짐을 쌓지 않는 상태로 운항되고 있다.
그러한, 탱크내가 하늘 때에는, 거대한 탱크가 모두 부력을 가지기 위해서, 선체가 비정상으로 떠올라, 선미의 키나 프로펠라나 뱃머리의 발바스·바우가 수면상에 나와 버린다. 이것으로는 추진 효율이 저하하기 위해서, 전용의 벨러스터 탱크에 해수를 채워 부력의 상쇄를 행한다.
구명정

## 같이 보기
- 압축천연가스